# Friedrich-Kreuz

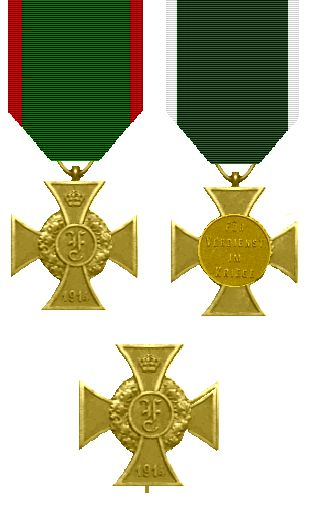
Drei Friedrich-Kreuze

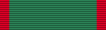
Ordensband für Militärverdienste

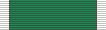
Ordensband für Zivilverdienste

Herzog Friedrich II. von Anhalt stiftete am 12. Dezember 1914 das Friedrich-Kreuz, in Form eines Tatzenkreuzes aus dunkler Bronze.
Es gibt nachweisbar drei Typen:
- Ein Kreuz aus Bronze am grünen Band mit roten Seitenstreifen für Kämpfer
- Ein Kreuz aus Bronze am grünen Band mit weißen Seitenstreifen für Nichtkämpfer
- Ein Steckkreuz (wahrscheinlich nicht offiziell gestiftet)[1]

Das bronzene Kreuz hat die Form eines Tatzenkreuzes. Im oberen Kreuzarm steht eine Krone, in unteren die Jahreszahl 1914. Um das Medaillon mit dem Monogramm des Stifters F schlingt sich ein Eichenkranz, der den oberen und unteren Balken freilässt. Die Rückseite ist glatt, aber im Medaillon steht FÜR VERDIENST IM KRIEGE.
Das Band ist grün mit roten Seitenstreifen. Nichtkämpfer erhielten das grüne Band mit weißen Seitenstreifen.
Im November 1918 dankte der Regent Prinz Aribert von Anhalt für den noch minderjährigen Herzog Joachim Ernst von Anhalt ab. Der Orden wurde danach nicht mehr verliehen.
Das Friedrich-Kreuz wurde u. a. von Kaiser Wilhelm II. und Generalfeldmarschall Paul von Hindenburg sowie Großadmiral Karl Dönitz getragen.